# سهره صورتی تاج‌خاکستری
سهره صورتی تاج‌خاکستری (نام علمی: Leucosticte tephrocotis) گونه‌ای از پرندگان گنجشک‌سان از تیرهٔ سهرگان بومی آلاسکا، غرب کانادا و شمال غربی ایالات متحده است. به دلیل زیستگاه کوهستانی دورافتاده و صخره‌ای، به ندرت دیده می‌شود. در حال حاضر شش زیرگونه شناخته‌شده وجود دارد. این یکی از چهار گونه سهره صورتی است.

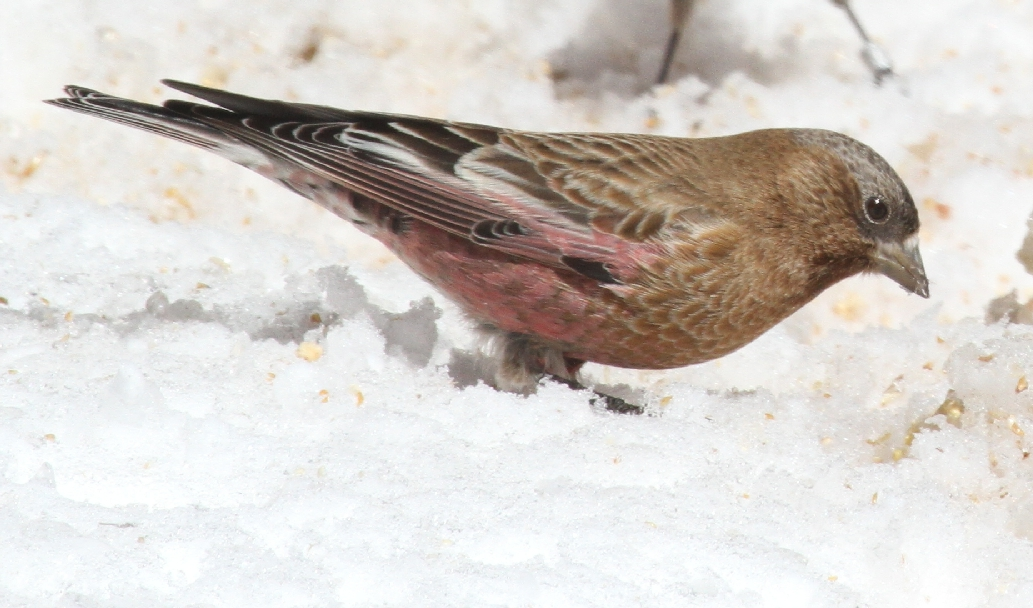
ماده قله ساندیا، نیومکزیکو

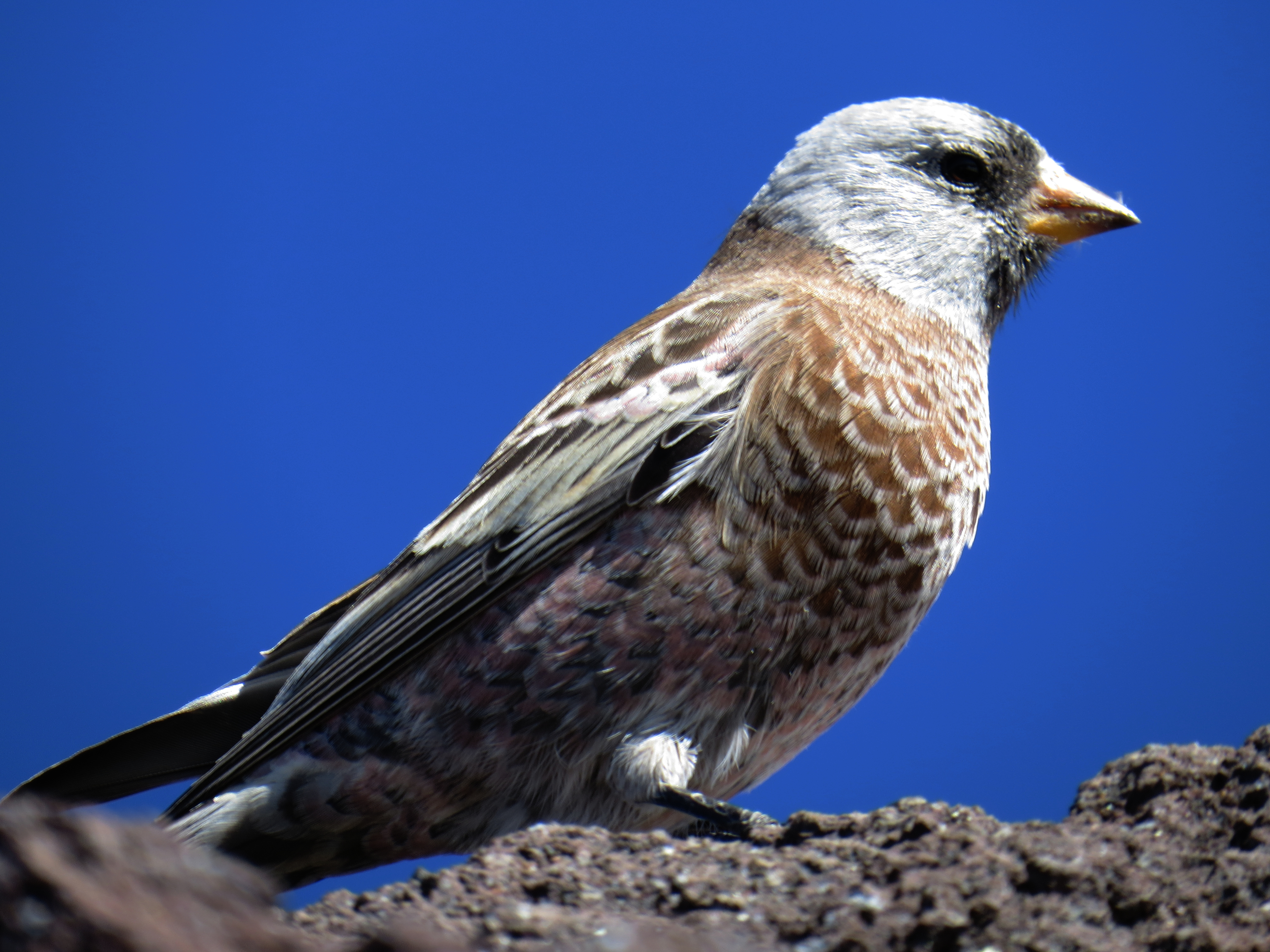
سهره صورتی تاج‌خاکستری L. t. ساحلی - کوه آدامز، واشینگتن